# Combinata femminile di bob
La Combinata femminile di bob, ufficialmente denominata IBSF Bobsleigh Combined Women, è un trofeo assegnato dalla Federazione Internazionale di Bob e Skeleton, riservato alle sole atlete (piloti) che competono nelle discipline del bob a due e del monobob, e istituito a partire dalla stagione 2021/2022. 
In modo analogo alla combinata maschile, in auge sin dalle prime edizioni della Coppa del Mondo, della Coppa Europa e della Coppa Nordamericana e riguardante le discipline del bob a due e bob a quattro uomini, per l'attribuzione del trofeo femminile vengono presi in considerazione i risultati ottenuti nel bob a due donne negli appuntamenti della Coppa del Mondo e quelli conseguiti nelle corrispondenti gare delle World Series di monobob, ovvero quelle che si disputano nello stesso fine settimana. Tale trofeo rimane a sé stante in quanto assegnato a partire da due circuiti indipendenti tra loro e non fa quindi parte dell'albo d'oro di nessuna delle competizioni di cui si compone.

## Albo d'oro
| Stagione | Vincitrice | Seconda | Terza |
| -------- | ---------- | ------- | ----- |
| 2021-22  |            |         |       |